# Garbo Talks
Garbo Talks is een Amerikaanse filmkomedie uit 1984 onder regie van Sidney Lumet.

## Verhaal
Estelle Rolfe is gek op Greta Garbo. Wanneer ze hoort dat Garbo dat niet lang meer te leven heeft, vertelt ze haar zoon Gilbert dat ze haar graag eens in het echt zou ontmoeten. Gilbert doet alle moeite om de mediaschuwe filmster te vinden.

## Rolverdeling
| Acteur           | Personage                    |
| ---------------- | ---------------------------- |
| Anne Bancroft    | Estelle Rolfe                |
| Ron Silver       | Gilbert Rolfe                |
| Carrie Fisher    | Lisa Rolfe                   |
| Catherine Hicks  | Jane Mortimer                |
| Steven Hill      | Walter Rolfe                 |
| Howard Da Silva  | Angelo Dokakis               |
| Dorothy Loudon   | Sonya Apollinar              |
| Harvey Fierstein | Bernie Whitlock              |
| Hermione Gingold | Elizabeth Rennick            |
| Richard B. Shull | Shepard Plotkin              |
| Michael Lombard  | Morganelli                   |
| Ed Crowley       | Goldhammer                   |
| Alice Spivak     | Claire Rolfe                 |
| Maurice Sterman  | Dr. Cohen                    |
| Antonia Rey      | Puerto Ricaanse verpleegster |